# Bunnerveen
Het Bunnerveen was tot het midden van de twintigste eeuw een uitgestrekt hoogveengebied in de kop van de Nederlandse provincie Drenthe. Het gebied wordt begrensd door Peize ten noorden, Winde, Bunne en Eelde ten oosten, Norg ten zuiden en Lieveren, Langelo en Roden ten westen.
Het gebied vormt ruwweg een kom, omsloten door het hooggelegen zandgebied van de Peizer es en een zandrug van Peize naar Lieveren. Door het voorkomen van zand- en leemlagen in de ondergrond kende het gebied een slechte afwatering. De moerassige grond was daardoor ideaal voor de aangroei van hoogveen.
Aan het eind van de negentiende eeuw werd een eerste, maar mislukte, poging gedaan tot ontginning van het veen. Hieruit ontstond de buurtschap Altena. Een herinnering aan deze periode is de naam van de weg van Altena naar Norg, de Vaartweg.
Na de grootschalige ontginning in de jaren zestig is het een gebied dat wordt gedomineerd door grote boerenbedrijven, voornamelijk veeteelt. Voor de ontginning had het veengebied een grootte van ongeveer 450 hectare. De provinciale weg 386 loopt tussen Donderen en Peize dwars door het gebied van het voormalige Bunnerveen.

## Ontginning en verkaveling
Na en als gevolg van de Tweede Wereldoorlog ontstond in Nederland het besef dat de landbouwproductie moest stijgen. Daardoor moest woeste grond ontgonnen worden en bestaande landbouwgrond verbeterd. De gemeente Peize had in de vroege jaren vijftig een verzoek ingediend tot ruilverkaveling van de Peizer landerijen. Inwilliging van dit verzoek werd gecombineerd met ontginning van het Bunnerveen en nog enkele andere kleinere projecten in de omgeving. Volgens landschapsarchitect Harry de Vroome was men in die tijd door de koningin voor de keuze gesteld: Of het Bunnerveen ontginnen of het Dwingelderveld. In totaal was er een gebied van 2800 hectare betrokken bij de gehele herinrichting.
In 1958 werd een aanvang gemaakt met de ontginning en herinrichting die in een aantal fasen verliep:
- aanleg van nieuwe waterwegen voor ontwatering, inclusief dammen, stuwen en bruggen;
- ontsluiting van het gebied door aanleg van nieuwe wegen;
- bemesting van het land door middel van compost 
(Dit compost was grotendeels afkomstig uit de stad Den Haag, minder vergankelijk materiaal zoals nylon was er nog lang in herkenbaar);
- afgraving van het gebied; de onder de heide en zandlaag liggende zogenaamde koffiebanklaag wordt naar boven gehaald en vermengd met de bovenlaag. Dit levert goede landbouwgrond op. Daartoe moet de grond soms metersdiep worden omgeploegd;
- aankleding van het gebied door nieuwe wegen, bomen en struikgewas;
- aanleg van nieuwe boerenbedrijven en verhuizing van oude, in de omliggende dorpen gelegen, boerenbedrijven.

Kosten van dit alles bedroegen meer dan 15 miljoen gulden, waarvan 76 procent werd gedragen door het Rijk en de rest door belanghebbende eigenaren.
Enkele verspreid liggende delen van het voormalige veen, met een gezamenlijke grootte van 70 hectare, zijn ongemoeid gelaten:
- Het Bongveen vlak bij Bunne. Dit gebied ter grootte van enkele hectaren bleef nagenoeg in originele staat en werd in 2007 uitgebreid met een meanderend stroompje;
- Het Langeraarsveen, aan de weg van Donderen naar Norg;
- De "Vijftig Bunder", midden in het gebied gelegen. Door uitdroging en opschot van bomen veranderde het hoogveen hier in bos en leek de natuur nauwelijks meer op de originele situatie. Later is het gebied omgeven door een soort dijk waardoor de waterstand hoger werd en het kenmerkende mos hier en daar terugkeerde.